# Wassyl Tarassenko
Wassyl Weniaminowytsch Tarassenko (ukrainisch Василь Веніамінович Тарасенко; * 3. Februar 1961 in Schowti Wody, Ukrainische SSR) ist ein ukrainischer Bauingenieur, Unternehmer und Politiker.

## Leben
Tarassenko studierte Industrie- und Ingenieurbau von 1985 bis 1988 am Südural Polytechnikum und von 1987 bis 1993 an der Moskauer Staatlichen Universität für Bauingenieurwesen. Tarassenko war seit dem 4. Juni 2014 Bürgermeister seiner Geburtsstadt Schowti Wody und wurde nach der Kommunalwahl in der Ukraine 2015 am 25. Oktober 2015 von Wolodymyr Abramow im Amt abgelöst. Tarassenko ist verheiratet und hat 2 Kinder.